# Шајка
Шајке су лаки и брзи дрвени бродови (чамци). Употребљавали су га Срби у Војводини, Мађари и Турци на Дунаву и Козаци на Дњепру. Мањи бродови су користили весла, а већи су били једрењаци. Ти једрењаци су својим изгледом највише подсјећали на мале галије. Шајке су биле необично окретне и као такве идеалне за патролирање и брзе препаде. Обично су имале наоружану посаду која је у зависности од величине шајке могла да има и до 30 људи. Били су познати као шајкаши. На врху шајке се обично налазио топ. На просторима Војводине први пут су се почеле употребљавати за вријеме турских упада у Угарску, а у Аустријском царству су се користиле све до 19. вијека.